# گتو شدلتسه
گتو شدلتسه گتویی یهودی در جریان جنگ جهانی دوم بود که توسط آلمان نازی در شهر شدلتسه در لهستان اشغالی، ۹۲ کیلومتری شرق ورشو، تأسیس شد. حدود ۱۲٬۰۰۰ یهودی لهستانی در شرایط بسیار بدی در این گتو به منظور بهره‌کشی اقتصادی و کار اجباری نگه داشته می‌شدند. با آغاز ۲۲ اوت ۱۹۴۲ در کشنده‌ترین مرحله از هولوکاست در لهستان اشغالی، حدود ۱۰ هزار یهودی در این گتو گردآورده شده - مردان، زنان و کودکان - و درون قطارهای هولوکاست به اردوگاه مرگ تربلینکا تبعید شدند. هزاران یهودی از گتوهایی در شهرها و روستاهای دیگر به آنجا آورده شده بودند. در مجموع، کمینه ۱۷ هزار یهودی در روند برچیدن گتو نابود شدند. در دستگیری‌های خانه‌به‌خانه، صدها یهودی، از جمله کارکنان و بیماران بیمارستان یهودیان، در دم مورد اصابت گلوله قرار گرفتند.
بیش از ۱۵۰۰ تن به‌طور موقت از مرگ به این دلیل رهایی یافتند تا به تأمین نیروی کار برده برای پنج اردوگاهی که در محل ایجاد شده بود ادامه دهند. آنها نیز پیش از پایان سال ۱۹۴۲ به تربلینکا تبعید شدند. تنها چند صد یهودی تا هنگام خروج آلمان از شدلتسه با پنهان شدن زنده ماندند.

## تاریخچه

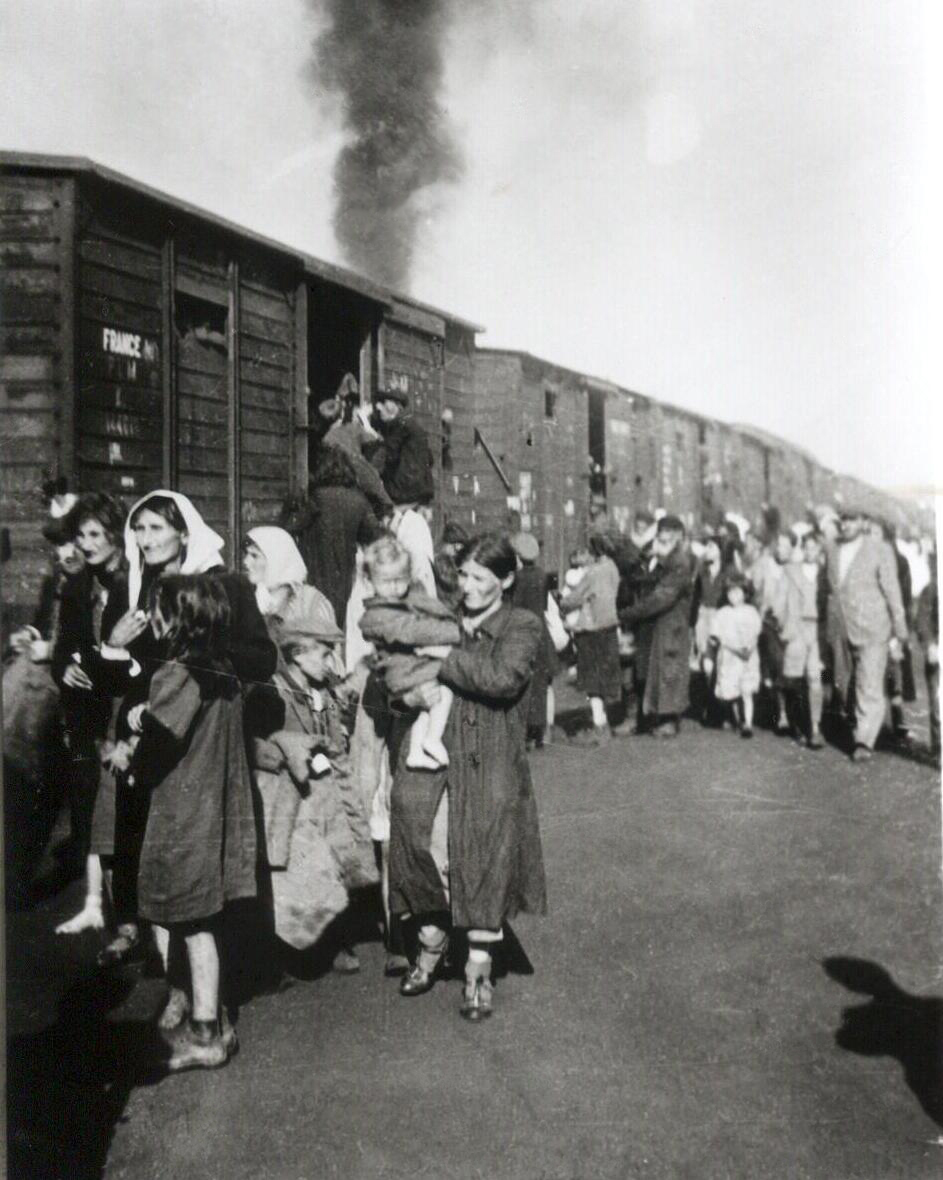
تبعید ۱۰ هزار یهودی لهستانی از گتو شدلتسه به اردوگاه مرگ تربلینکا از ۲۳ اوت ۱۹۴۲

پیش از تهاجم به لهستان، یهودیان حدود ۵۰ درصد از جمعیت ۳۰٬۰۰۰ نفری این شهر را تشکیل می‌دادند. زندگی یهودیان در شدلتسه در دوره میان دو جنگ رو به رشد گذاشت. بسیاری از سازمان‌های یهودی و همچنین چاپخانه‌ها، فروشگاه‌های کتاب و موسسات تجاری به وجود آمدند. ده‌ها نانوایی، کارخانه، مغازه‌های فلزکاری و جواهرات یهودی پدید آمدند. تقریباً همه تجارت در دست یهودیان بود و این مسئله گهگاه موجب اختلافات کارگری می‌شد.
در هنگام تهاجم به لهستان، لشکر زرهی کمپف آلمان در ۱۲ سپتامبر ۱۹۳۹ پس از نبردی سخت در امتداد رود بوگ با ارتش مودلین لهستان برخورد کرد که منجر به تسلیم دومی در زمانی کوتاه شد. شدلتسه چندین بار توسط لوفت‌وافه بمباران شد. در اکتبر، تعقیب یهودیان توسط دولت جدید آلمان با دستگیری ۵۰ فرد برجسته آغاز شد. در اواخر نوامبر دستور ایجاد شورای یودنرات یهودی صادر شد. در میان ۲۵ عضو آن ایتزاک ناخوم واینتراوب (رئیس؛ رئیس سابق بیمارستان یهودیان)، هرش آیزنبرگ (نایب رئیس) و هرز تننباوم (منشی، رابط با گشتاپو) حضور داشتند. در شب کریسمس، نازی‌ها کنیسه شهر را در حالی به آتش کشیدند که آوارگان یهودی در درون آن حضور داشتند.
بیش از هزار یهودی اخراج شده از کالیش در سال ۱۹۴۰ به شدلتسه تبعید شدند، و به هموطنان خود از ووچ و پابیانیتسه که در آن هنگام به رایخس‌گائو وارته‌لاند ضمیمه شده بودند، پیوستند. به منظور ایجاد رعب و وحشت در محله‌های پرجمعیت، گردان‌های پلیس نظم آلمان اقدام به تیراندازی ۳ روزه به ساکنان در مارس ۱۹۴۱ کردند. برپایی رسمی یک گتو در شدلتسه در ۲ اوت ۱۹۴۱ اعلام شد. به تعداد کمتری از لهستانی‌های غیریهودی که در مناطق تعیین شده زندگی می‌کردند دستور داده شد که پیش از ساعت ۸ بعد از ظهر در ۶ آگوست خانه‌های خود را ترک کنند. به خانواده‌های یهودی (بیش از نیمی از جمعیت شهر) دو هفته فرصت داده شد تا همراه با کولی‌ها در آنجا اقامت گزینند. منطقه گتو شامل چندین بخش کوچک شهر و بیش از دوازده خیابان در مرکز شهر در شمال میدان قدیمی بود. [۷] گتو با حصار سیم خاردار محاصره شد و در ۱ اکتبر ۱۹۴۱ با داشتن تنها سه دروازه که توسط گشت‌های نازی محافظت می‌شد، ارتباط گتو با جهان بیرون قطع شد.